# Stærk kernekraft
Den stærke kernekraft eller den stærke vekselvirkning er en af de fire naturkræfter.
Den påvirker kun kvarker og anti-kvarker. Da både neutroner og protoner er sammensat af kvarker, er det derfor den stærke vekselsvirkning, der binder nukleonerne sammen i atomkernen. Kraften bæres af gluoner på samme måde som den elektromagnetiske kraft bæres af fotoner.
Kraften binder kvarkerne sammen tre og tre til baryoner, altså hhv. af protoner og neutroner sammen i tre-par. Den kan også binde en kvark og en anti-kvark sammen til en meson.
Denne vekselvirkning er ca 1033 gange stærkere end gravitationen og 137 gange stærkere end den elektromagnetiske kraft. Men rækkevidden er lille, begrænset omtrent til en atomkernes diameter af størrelsesordenen 10-15m.